# 478 av. J.-C.
Cette page concerne l'année 478 av. J.-C. du calendrier julien proleptique.

## Événements
- 19 juin : début à Rome du consulat de L. Æmilius Mamercinus (Mamercus) (pour la seconde fois) et C. Servilius Structus Ahala[1].

- À Athènes, fortification de l'astu et reconstruction de la ville. Thémistocle ne tient pas compte de l'ambassade spartiate venue demander, sur un ton amical mais ferme, de renoncer à relever les murailles de la ville afin « d'éviter, en cas de retour offensif du Barbare, que celui-ci dispose d'une position sûre qui puisse lui servir de base d'opération »[2]. Pendant ce temps, Thémistocle est à Sparte pour temporiser. Une fois rejoint par Habronichos et Aristide le Juste, il dévoile son jeu, étant désormais certain que les remparts ont une taille suffisante pour soutenir un assaut. Les Spartiates protestent alors de leur bienveillance et affirment que leurs propos étaient amicaux[3].

- Pausanias devient commandant de la flotte panhellénique, avec comme adjoints Cimon et aussi Aristide le Juste, et s’empare de Chypre puis de Byzance. La tutelle et la morgue de Pausanias mécontentent les Ioniens et les autres coalisés grecs ; en conséquence, il est rappelé à Sparte. C’est la rupture définitive de la coalition qui profite à Athènes[4].

- Prise d’Ennéa Hodoi par le roi de Macédoine Alexandre le Philhellène[5], qui profite du recul perse pour agrandir son royaume jusqu’au Strymon vers l’est et mettre la main sur les riches mines d’argent du mont Dysoros.
- Début du règne de Hiéron Ier, tyran de Syracuse à la mort de son frère Gélon (fin en 466  av. J.-C.)[6].

- En Chine, Chen est annexé par le royaume de Chu[7].

## Décès en -478
- Gélon, tyran de Syracuse.